# Toyota Mirai
Toyota Mirai — водородный автомобиль на топливных элементах. Впервые был представлен публике в ноябре 2013 года на Токийском автосалоне.
16 ноября 2014 года президент компании Toyota Акио Тоёда официально объявил, что автомобиль будет называться Toyota Mirai. Автомобиль основан на концепт-каре Toyota FCV. Продажи в Японии стартовали 15 декабря 2014 года по цене 6 700 000 японских иен (около 57 500 долларов США), а в США и Европе начались в четвёртом квартале 2015 года. До конца 2015 года планировалось продать около 700 автомобилей, в том числе 400 — в Японии. Сборка автомобилей производится на заводе Motomachi Plant в городе Тоёта.
Объём продаж Toyota Mirai в США составил 1 700 автомобилей в 2018 году и 1 502 автомобиля в 2019 году
В октябре 2019 году компания Toyota представила второе поколение Toyota Mirai 2021 модельного года, продажи начались во второй половине 2020 года.

## Технические характеристики
Модель кузова — ZBA-JPD10-CEDSS. Минимальный дорожный просвет 130 мм. В базовой комплектации будут идти легкосплавные диски R17, а размер шин 215/55. Минимальный радиус поворота 5,7 м.

## Силовая установка
Сердцем автомобиля является гибридная установка на водородных топливных элементах под названием FC stack, модель установки — FCA110. В результате химической реакции взаимодействия водорода и кислорода вырабатывается электроэнергия. Реакция происходит без процесса горения. Максимальный КПД преобразования водорода в электрический ток составляет 83 %. Для сравнения 1,3-литровый бензиновый двигатель VVT-iE компании Toyota, который был разработан в начале 2014 года имеет максимальный КПД 38 %, что в настоящее время является самым высоким показателем в мире среди автомобильных ДВС. На практике же, среднестатистический двигатель компании Toyota имеет КПД 23 %. Максимальная мощность установки составляет 114 киловатт. Вторичная батарея — это никель-металл-гидридный аккумулятор с максимальной выходной мощностью 21 киловатт. В аккумуляторе сохраняется энергия от рекуперативного торможения. В случае, когда автомобилю необходима максимальная мощность, например при резких ускорениях, на помощь электромотору приходит энергия вторичного аккумулятора. На автомобиль устанавливается синхронный электродвигатель переменного тока, разработанный компанией Toyota. Данный двигатель работает как генератор при торможении, регенерируя энергию во вторичный аккумулятор. Максимальная мощность электродвигателя составляет 113 киловатт (154 л. с.). Электрический ток, вырабатываемый на топливных элементах проходит через повышающий преобразователь, в котором постоянный ток преобразуется в переменный, а напряжение увеличивается до 650 вольт.
Блок управления питанием состоит из инвертора, который преобразует постоянный ток в переменный. Блок питания осуществляет точный контроль над выходной мощностью топливных элементов в зависимости от стиля вождения. Под днищем автомобиля располагаются 2 резервуара для хранения водорода под давлением 70 МПа. Один баллон находится в передней части автомобиля, его ёмкость 60,0 литров, а второй баллон ёмкостью 62,4 литра находится сзади. Всего в два баллона вмещается до 5 килограмм водорода. Максимальная дальность поездки на одной заправке составляет 650 километров в режиме JC08 (японский метод измерения расхода топлива). Время полной заправки двух баллонов составляет 3 минуты. Максимальная скорость 175 км/ч.
Автомобиль выбрасывает в атмосферу водяной пар. В результате испытательных тестов, за 4 километра пробега объём выхлопа составил 240 миллилитров воды.

## Галерея

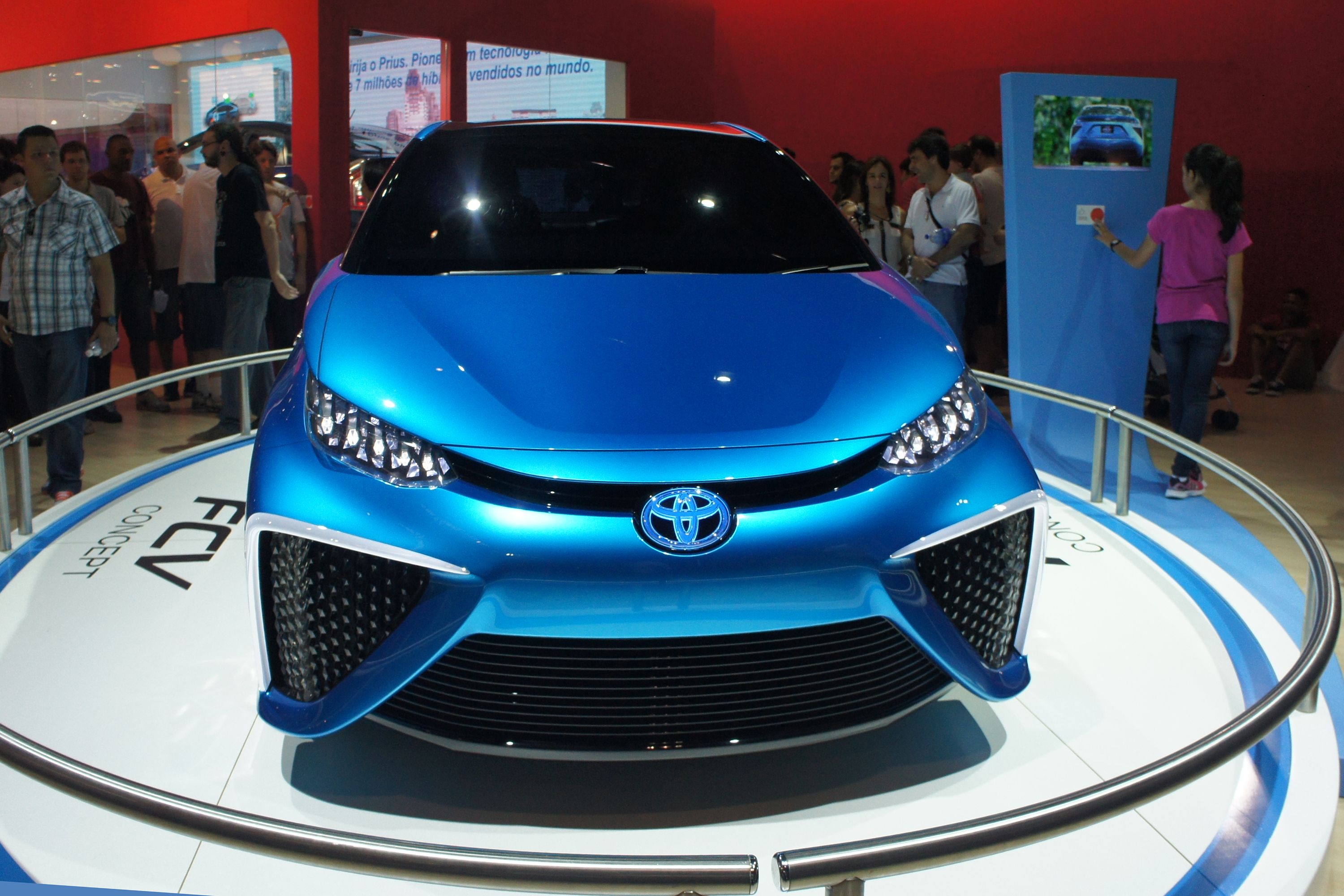
Вид спереди
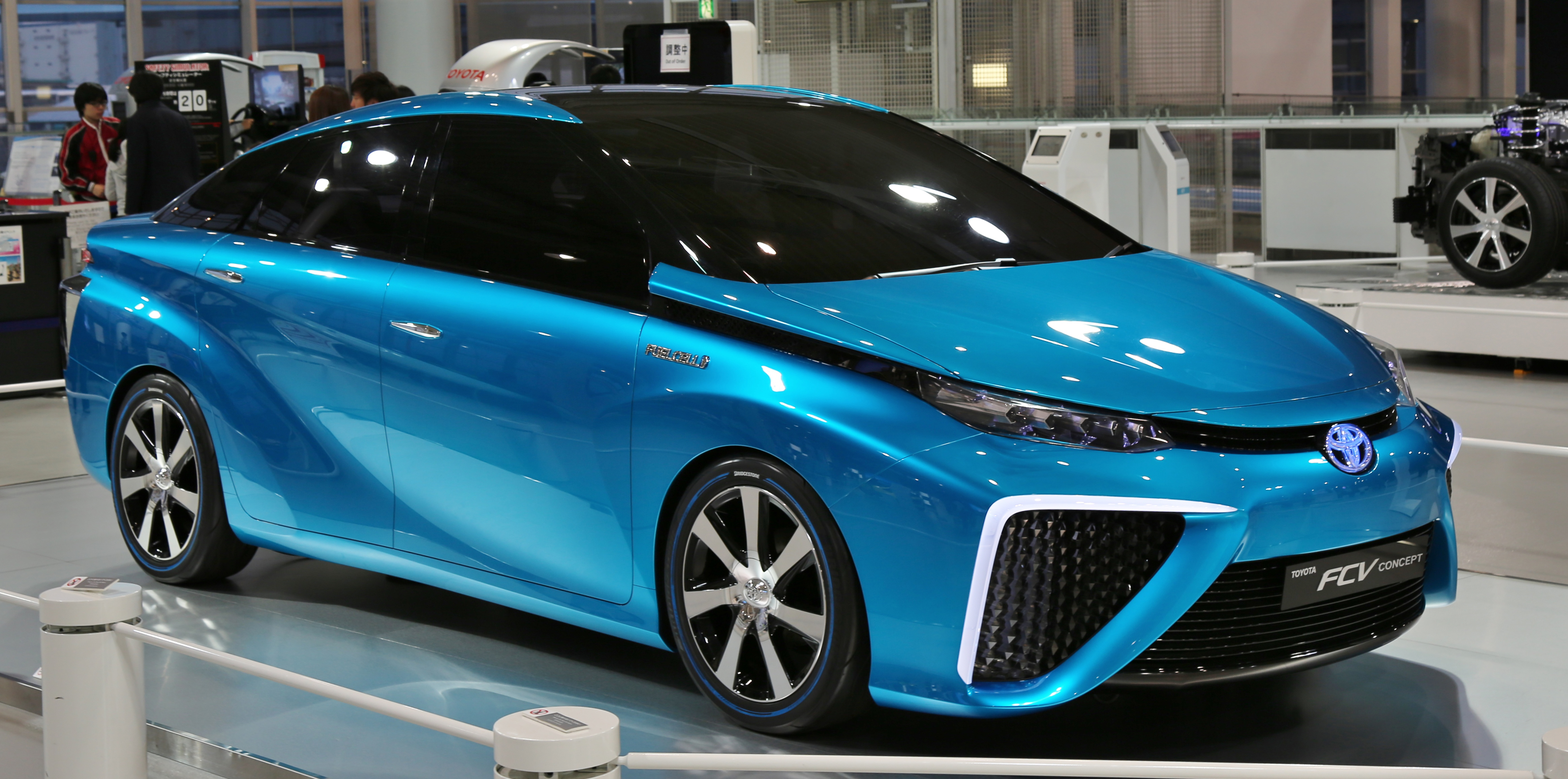
3/4 спереди
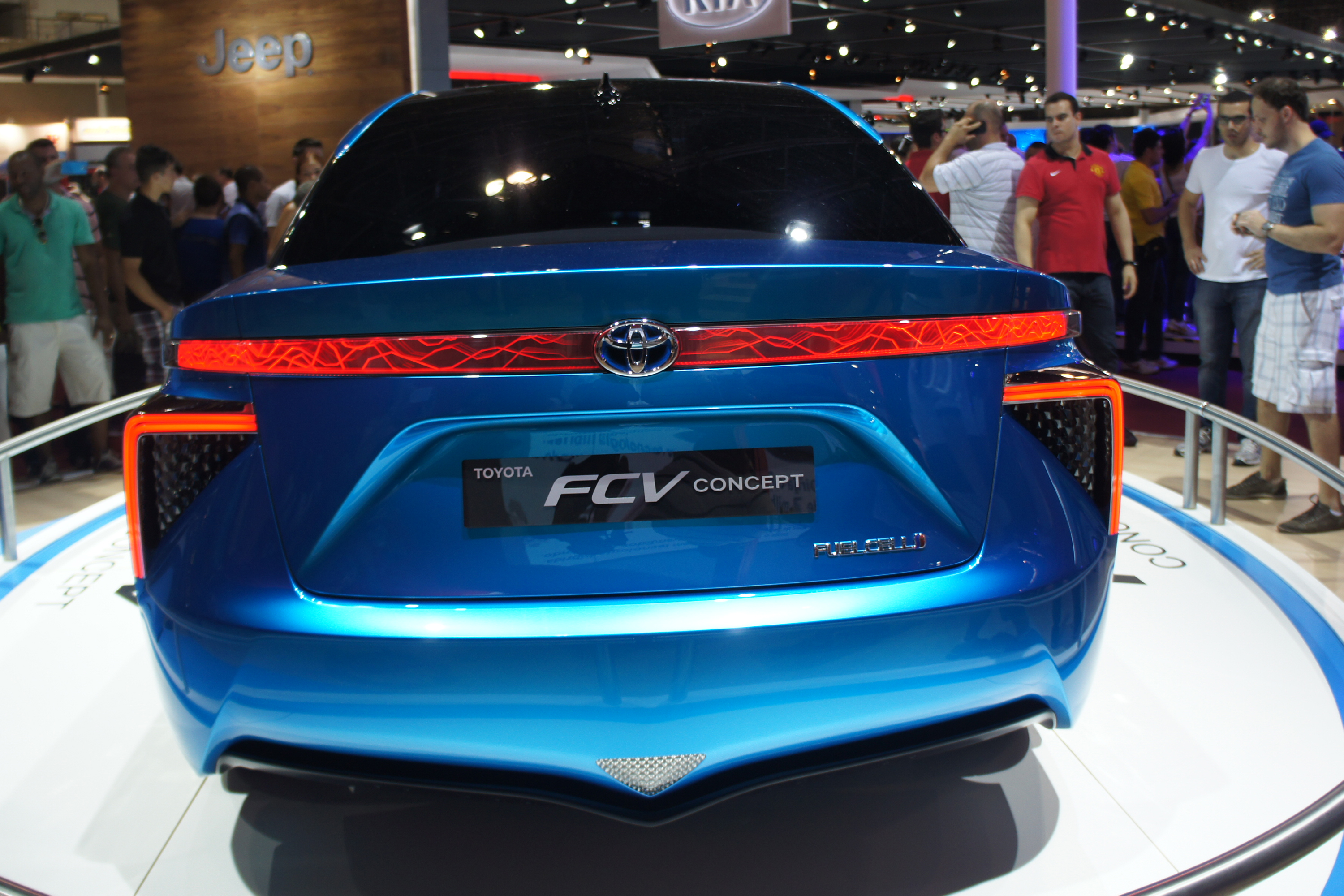
Вид сзади
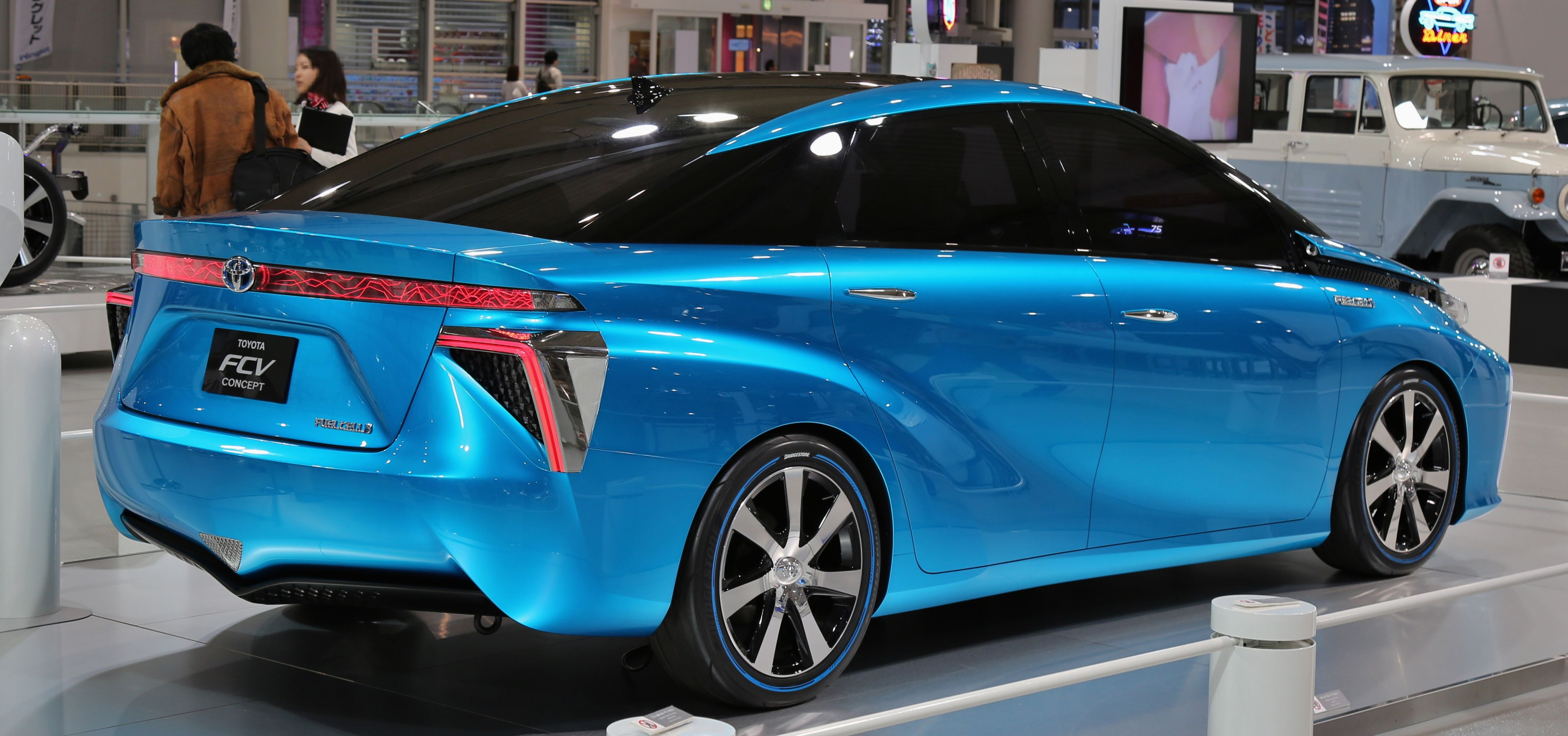
3/4 сзади
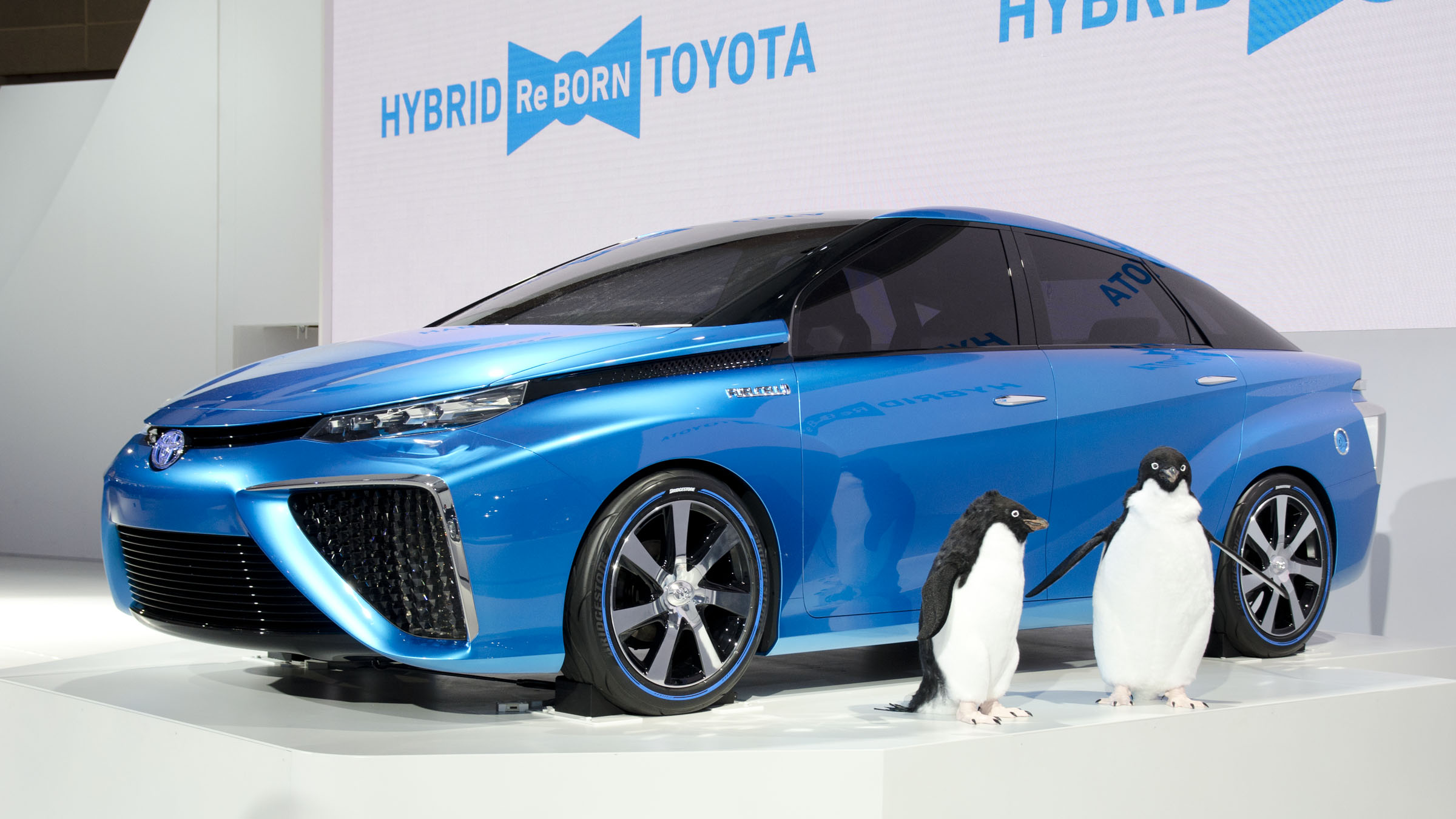
Вид сбоку
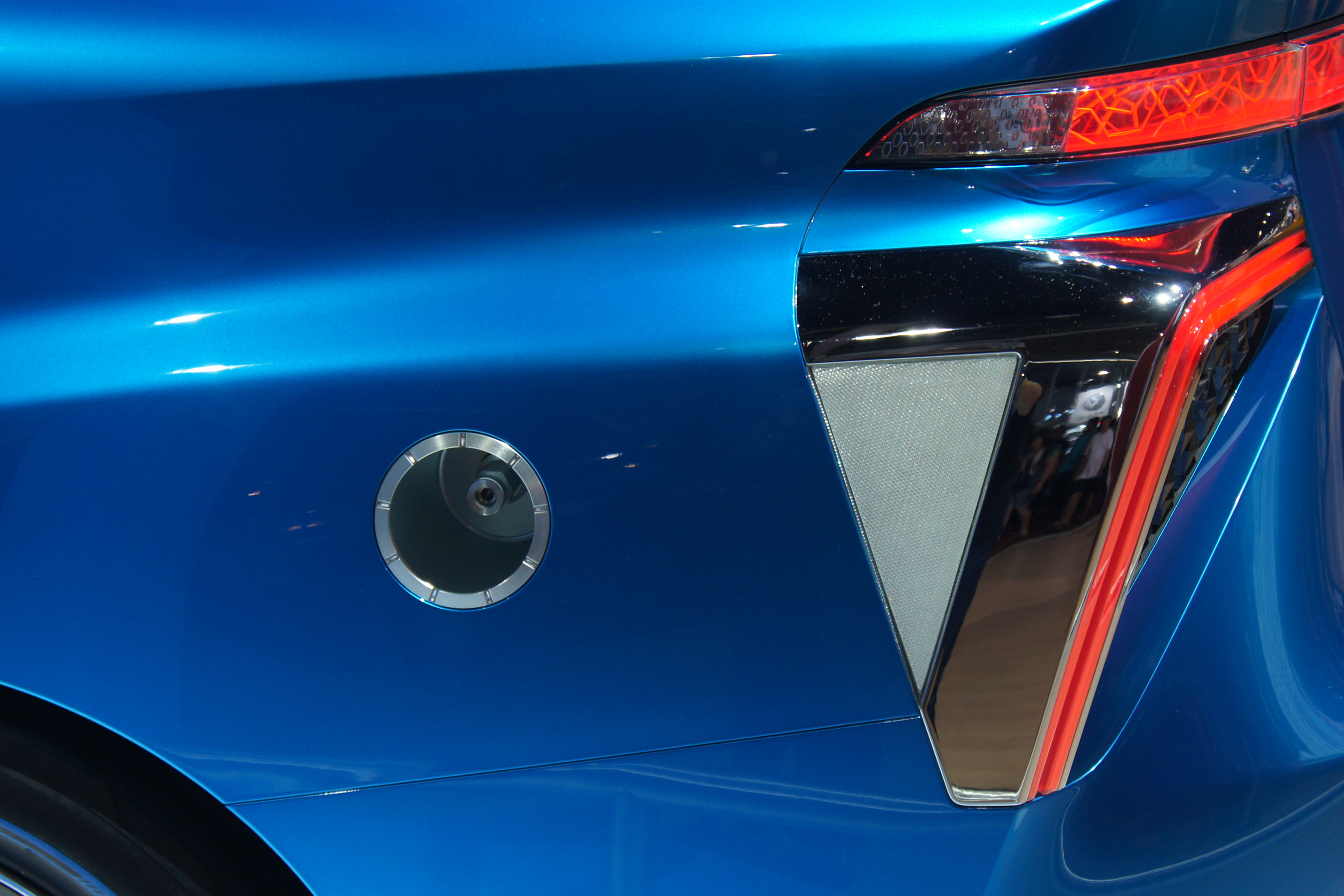
Разъём для заправки водородом
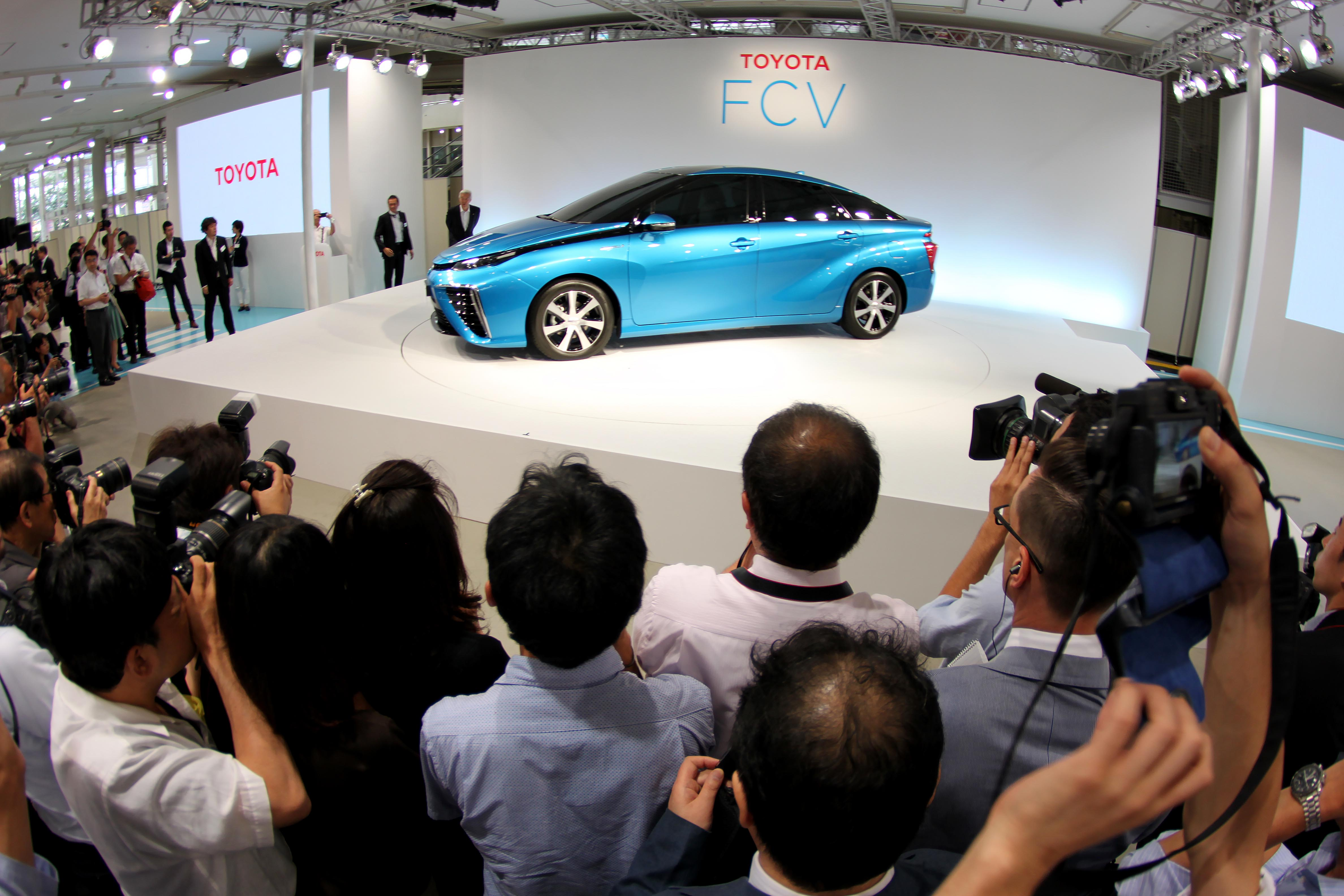
Показ концепта Toyota FCV в Токио 25 июня 2014 года

## Комментарии
1. ↑  от японского слова «мирай» (яп. 未来, «будущее»)